# 日本農業機械化協会
一般社団法人日本農業機械化協会（にほんのうぎょうきかいかきょうかい、英文名称：Japan Agricultural Mechanization Association）は、農業の機械化及び施設化並びに農作業安全に関する情報の提供及び普及啓発、出版事業などを行っている業界団体。元農林水産省所管。1958年（昭和33年）設立。

## 概要
- 所在：東京都中央区新川2丁目6番16号　馬事畜産会館内
- 会長：菱沼義久